# Fernández Alonso
Fernández Alonso ist eine Kleinstadt im Departamento Santa Cruz im Tiefland des südamerikanischen Anden-Staates Bolivien.

## Lage im Nahraum
Fernández Alonso ist zentraler Ort des Municipio Fernández Alonso und liegt in der Provinz Obispo Santistevan auf einer Höhe von 243 m im Feuchtgebiet zwischen den Flüssen Río Piraí und Río Grande. Das Municipio Fernández Alonso mit etwa 13.000 Einwohnern ist Kolonisationsgebiet und wird intensiv landwirtschaftlich genutzt.

## Geographie
Fernández Alonso liegt im feucht-tropischen Monsunklima vor dem Ostrand der Anden-Gebirgskette der Cordillera Oriental. Die Region ist erst in den letzten Jahrzehnten erschlossen worden und war vor der Kolonisierung von Feuchtsavanne bedeckt, ist heute aber größtenteils Kulturland.
Die mittlere Durchschnittstemperatur der Region liegt bei knapp 25 °C (siehe Klimadiagramm San Pedro), die Monatswerte schwanken zwischen 21 °C im Juni/Juli und 26 bis 27 °C von Oktober bis März. Der Jahresniederschlag beträgt fast 1500 mm, die Monatsniederschläge sind ergiebig und liegen zwischen 50 mm im Juli und 250 mm im Januar.

## Verkehrsnetz
Fernández Alonso liegt in einer Entfernung von 109 Straßenkilometern nördlich von Santa Cruz, der Hauptstadt des Departamentos.
Vom Zentrum von Santa Cruz führt die asphaltierte Nationalstraße Ruta 4 über 57 Kilometer in nördlicher Richtung bis Montero, von dort führt eine regionale Landstraße in nordöstlicher Richtung über 52 Kilometer über General Saavedra und Mineros nach Fernández Alonso und weiter nach San Pedro und Hardeman.

## Bevölkerung
Die Einwohnerzahl der Ortschaft ist in den vergangenen beiden Jahrzehnten auf fast das Doppelte angestiegen, stagniert jedoch seit einigen Jahren:
| Jahr | Einwohner | Quelle       |
| ---- | --------- | ------------ |
| 1992 | 3196      | Volkszählung |
| 2001 | 5456      | Volkszählung |
| 2012 | 5273      | Volkszählung |
| 2024 |           | Volkszählung |

Aufgrund der seit den 1960er Jahren durch die Politik geförderten Zuwanderung indigener Bevölkerung aus dem Altiplano weist die Region einen nicht unerheblichen Anteil an Quechua-Bevölkerung auf, im Municipio Fernández Alonso sprechen 52,0 % der Bevölkerung Quechua.